# 日本の公立大学一覧
公立大学一覧（こうりつだいがくいちらん）は、日本の公立大学（公立短期大学を含む）の一覧。2023年5月時点、100大学・14短期大学が存在する。本項目では、公立専門職大学（公立専門職短期大学を含む）についても取り扱う。
また、設置者の記載がないものは公立大学法人による設置である。

## 北海道

### 北海道
- 旭川市立大学
- 釧路公立大学
- 公立はこだて未来大学
- 公立千歳科学技術大学
- 札幌医科大学
- 札幌市立大学
- 名寄市立大学（設置者：名寄市）

## 東北

### 青森県
- 青森県立保健大学
- 青森公立大学

### 岩手県
- 岩手県立大学

### 宮城県
- 宮城大学

### 秋田県
- 秋田県立大学
- 秋田公立美術大学
- 国際教養大学

### 山形県
- 東北農林専門職大学（設置者：山形県）
- 山形県立保健医療大学
- 山形県立米沢栄養大学

### 福島県
- 会津大学
- 福島県立医科大学

## 関東・甲信越

### 茨城県
- 茨城県立医療大学（設置者：茨城県）

### 群馬県
- 群馬県立県民健康科学大学
- 群馬県立女子大学
- 高崎経済大学
- 前橋工科大学

### 埼玉県
- 埼玉県立大学

### 千葉県
- 千葉県立保健医療大学（設置者：千葉県）

### 東京都
- 東京都立大学
- 東京都立産業技術大学院大学

### 神奈川県
- 神奈川県立保健福祉大学
- 川崎市立看護大学（設置者：川崎市）
- 横浜市立大学

### 新潟県
- 三条市立大学
- 長岡造形大学
- 新潟県立大学
- 新潟県立看護大学

### 山梨県
- 都留文科大学
- 山梨県立大学

### 長野県
- 公立諏訪東京理科大学
- 長野大学
- 長野県看護大学（設置者：長野県）
- 長野県立大学

## 北陸・東海

### 富山県
- 富山県立大学

### 石川県
- 石川県立大学
- 石川県立看護大学
- 金沢美術工芸大学
- 公立小松大学

### 福井県
- 敦賀市立看護大学
- 福井県立大学

### 岐阜県
- 岐阜県立看護大学
- 岐阜薬科大学
- 情報科学芸術大学院大学（設置者：岐阜県）

### 静岡県
- 静岡県立大学
- 静岡県立農林環境専門職大学（設置者：静岡県）
- 静岡社会健康医学大学院大学
- 静岡文化芸術大学

### 愛知県
- 愛知県立大学
- 愛知県立芸術大学
- 名古屋市立大学

## 近畿

### 三重県
- 三重県立看護大学

### 滋賀県
- 滋賀県立大学

### 京都府
- 京都市立芸術大学
- 京都府立大学
- 京都府立医科大学
- 福知山公立大学

### 大阪府
- 大阪公立大学

### 兵庫県
- 芸術文化観光専門職大学
- 神戸市看護大学
- 神戸市外国語大学
- 兵庫県立大学

### 奈良県
- 奈良県立大学
- 奈良県立医科大学

### 和歌山県
- 和歌山県立医科大学

## 中国

### 鳥取県
- 公立鳥取環境大学

### 島根県
- 島根県立大学

### 岡山県
- 岡山県立大学
- 新見公立大学

### 広島県
- 叡啓大学
- 尾道市立大学
- 県立広島大学
- 広島市立大学
- 福山市立大学

### 山口県
- 山陽小野田市立山口東京理科大学
- 下関市立大学
- 周南公立大学
- 山口県立大学

## 四国

### 香川県
- 香川県立保健医療大学 （設置者：香川県）

### 愛媛県
- 愛媛県立医療技術大学

### 高知県
- 高知県立大学
- 高知工科大学

## 九州

### 福岡県
- 北九州市立大学
- 九州歯科大学
- 福岡県立大学
- 福岡女子大学

### 長崎県
- 長崎県立大学

### 熊本県
- 熊本県立大学

### 大分県
- 大分県立看護科学大学

### 宮崎県
- 宮崎県立看護大学
- 宮崎公立大学

### 沖縄県
- 沖縄県立看護大学
- 沖縄県立芸術大学
- 名桜大学

## 短期大学
- 旭川市立大学短期大学部
- 岩手県立大学宮古短期大学部
- 岩手県立大学盛岡短期大学部
- 山形県立米沢女子短期大学
- 会津大学短期大学部
- 大月短期大学（設置者：大月市）
- 岐阜市立女子短期大学（設置者：岐阜市）
- 静岡県立大学短期大学部
- 静岡県立農林環境専門職大学短期大学部（設置者：静岡県）
- 津市立三重短期大学（設置者：津市）
- 島根県立大学短期大学部
- 倉敷市立短期大学（設置者：倉敷市）
- 大分県立芸術文化短期大学
- 鹿児島県立短期大学（設置者：鹿児島県）

## かつて存在した公立大学

### 平成元年以降に廃校
- 東京都立大学 (1949-2011)
- 東京都立科学技術大学
- 東京都立保健科学大学
- 山梨県立看護大学
- 静岡薬科大学
- 愛知県立看護大学
- 大阪女子大学
- 大阪府立看護大学
- 神戸商科大学
- 姫路工業大学
- 兵庫県立看護大学
- 県立広島女子大学
- 広島県立大学
- 広島県立保健福祉大学
- 県立長崎シーボルト大学

### 昭和戦後の学制改革後に廃校
- 茨城県立農科大学
- 岐阜県立医科大学
- 静岡県立静岡農科大学
- 三重県立大学
- 大阪市立医科大学
- 神戸医科大学
- 兵庫県立農科大学
- 島根県立島根農科大学
- 広島医科大学
- 山口県立医科大学
- 愛媛県立松山農科大学
- 香川県立農科大学
- 鹿児島県立大学

### 短期大学
- 札幌医科大学衛生短期大学部
- 名寄市立大学短期大学部
- 宮城県農業短期大学
- 秋田県立大学短期大学部
- 秋田公立美術工芸短期大学
- 山形県立保健医療短期大学
- 群馬県立医療短期大学
- 高崎市立短期大学
- 前橋市立工業短期大学
- 埼玉県立大学短期大学部
- 東京都立医療技術短期大学
- 東京都立工科短期大学
- 東京都立工業短期大学
- 東京都立航空工業短期大学
- 東京都立商科短期大学
- 東京都立立川短期大学
- 東京都立短期大学
- 神奈川県立衛生短期大学
- 神奈川県立栄養短期大学
- 神奈川県立外語短期大学
- 横浜市立大学看護短期大学部
- 県立新潟女子短期大学
- 新潟県立看護短期大学
- 富山県立大学短期大学部
- 石川県農業短期大学
- 金沢美術工芸短期大学
- 福井県立大学看護短期大学部
- 都留短期大学
- 山梨県立看護大学短期大学部
- 山梨県立女子短期大学
- 愛知県立看護短期大学
- 愛知県立女子短期大学
- 名古屋市立女子短期大学
- 名古屋市立大学看護短期大学部
- 名古屋市立保育短期大学
- 長野県短期大学
- 三重県立看護短期大学
- 滋賀県立短期大学
- 滋賀県立農業短期大学
- 京都市立音楽短期大学
- 京都市立看護短期大学
- 京都府立医科大学医療技術短期大学部
- 京都府立大学女子短期大学部
- 大阪社会事業短期大学
- 大阪市立大学看護短期大学部
- 大阪府立看護大学医療技術短期大学部
- 大阪府立大学工業短期大学部
- 大阪府立大学農業短期大学部
- 神戸市看護大学短期大学部
- 神戸市外国語大学短期大学部
- 姫路短期大学
- 兵庫農業短期大学
- 奈良県立医科大学看護短期大学部
- 奈良県立短期大学
- 和歌山県立医科大学看護短期大学部
- 和歌山県立理科短期大学
- 島根県立看護短期大学
- 島根県立国際短期大学
- 島根県立島根女子短期大学
- 岡山県立大学短期大学部
- 新見公立短期大学
- 尾道短期大学
- 広島県立保健福祉短期大学
- 広島女子短期大学
- 広島農業短期大学
- 福山市立女子短期大学
- 下関商業短期大学
- 山口女子短期大学
- 香川県立医療短期大学
- 愛媛県立医療技術短期大学
- 高知短期大学
- 高知女子大学保育短期大学部
- 北九州大学短期大学部
- 福岡県社会保育短期大学
- 長崎県立佐世保商科短期大学
- 長崎県立女子短期大学